# فردریک شرام
فردریک شرام (انگلیسی: Frederik Schram؛ زادهٔ ۱۹ ژانویهٔ ۱۹۹۵) بازیکن فوتبال اهل ایسلند است.
وی همچنین در تیم‌های ملی فوتبال ایسلند بازی کرده‌است.